# Tefal
Tefal – francuskie przedsiębiorstwo zajmujące się produkcją artykułów gospodarstwa domowego, założone w 1956 roku przez Marca Grégoire’a. Nazwa Tefal pochodzi od słów teflon i aluminium.
W niektórych krajach, takich jak Stany Zjednoczone, produkty firmy Tefal są również sprzedawane pod nazwą T-FAL. DuPont (właściciel marki Teflon) nalegał na zmianę nazwy Tefal ze względu na podobieństwo do ich własnej marki.
Od 2014 roku Tefal jest obecny w Indiach, dzięki zakupowi przedsiębiorstwa Maharaja Whiteline.